# Nemegtonykus citus
Nemegtonykus citus es la única especie conocida del género extinto Nemegtonykus es un género representado por una única especie diminuta de dinosaurio terópodo alvarezsáurido, que vivió a finales del período Cretácico, hace aproximadamente 75 y 71 millones de años entre el Campaniense y Maastrichtiense, en lo que hoy es Asia. Es solo el segundo alvarezsáurido conocido de la Formación Nemegt, el otro es Mononykus.

Tamaño comparativo de Nemegtonykus con un humano.

En 2008, la Expedición Internacional de Dinosaurios Corea-Mongolia en el sitio Altan Uul III en el desierto de Gobi excavó una densa concentración de esqueletos de terópodos. Algunos de estos eran de Gobiraptor, así como un oviraptórido aún no descrito, pero tres eran de Alvarezsauridae. Un espécimen, MPC-D 100/206, se consideró cf. Mononykus sp. pero los otros dos representaban una especie nueva para la ciencia.
En 2019, la especie tipo Nemegtonykus citus fue nombrada y descrita por Lee Sungjin, Park Jin-Young, Lee Yuong-Nam, Kim Su-Hwan, Lü Junchang , Rinchen Barsbold y Khishigjav Tsogtbaatar. El nombre genérico combina una referencia al Nemegt con un griego ὄνυξ, onix , "garra", análogo a Mononykus. El nombre específico significa "el rápido" en latín. El holotipo, MPC-D 100/203, se encontró en una capa de la Formación Nemegt, tal vez del Campaniense tardío,  Maastrichtiense temprano. Consiste en un esqueleto parcial que carece del cráneo. Contiene seis vértebras posteriores, dos vértebras sacras, veintiuna vértebras de la cola, cinco costillas, la cintura escapular izquierda, el hueso púbico izquierdo , partes de otros huesos pélvicos, la extremidad posterior izquierda y la tibia derecha. La pata trasera izquierda y la cola estaban articuladas. Los otros huesos se asociaron en una superficie pequeña.